# 夏侯儒
夏侯 儒（かこう じゅ、生没年不詳）は、中国後漢末期から三国時代の武将。魏に仕えた。字は俊林。従兄は夏侯尚。『三国志』魏志「張既伝」が引く『魏略』他、魏志のいくつかの伝に記録がある。

## 生涯
当初は曹彰の下で司馬を務めていた。
曹丕（文帝）の時代、涼州で反乱が起きると征蜀護軍に任じられ、刺史の張既に従いその鎮圧に当たろうとしたが、遅参したため間に合わなかった。
正始2年（241年）、呉の朱然率いる軍が北上し樊城を包囲したため、夏侯儒は征南将軍・都督荊豫諸軍事として、その救援に向かった。しかし、迎撃のため鄧塞に駐屯したものの、兵が少なかったため樊城近くで鳴り物を鳴らすだけで交戦せずにいた。一ヶ月後に援軍として司馬懿が到着すると、朱然が撤退した（芍陂の役）。
この戦いについて、後に彼を怯惰とする意見と、少ない兵力で敵を惑わせたのだという意見に分かれたため、この件が元で中央に召還されてしまったが、結局太僕に修まっている。